# Biały śpiew

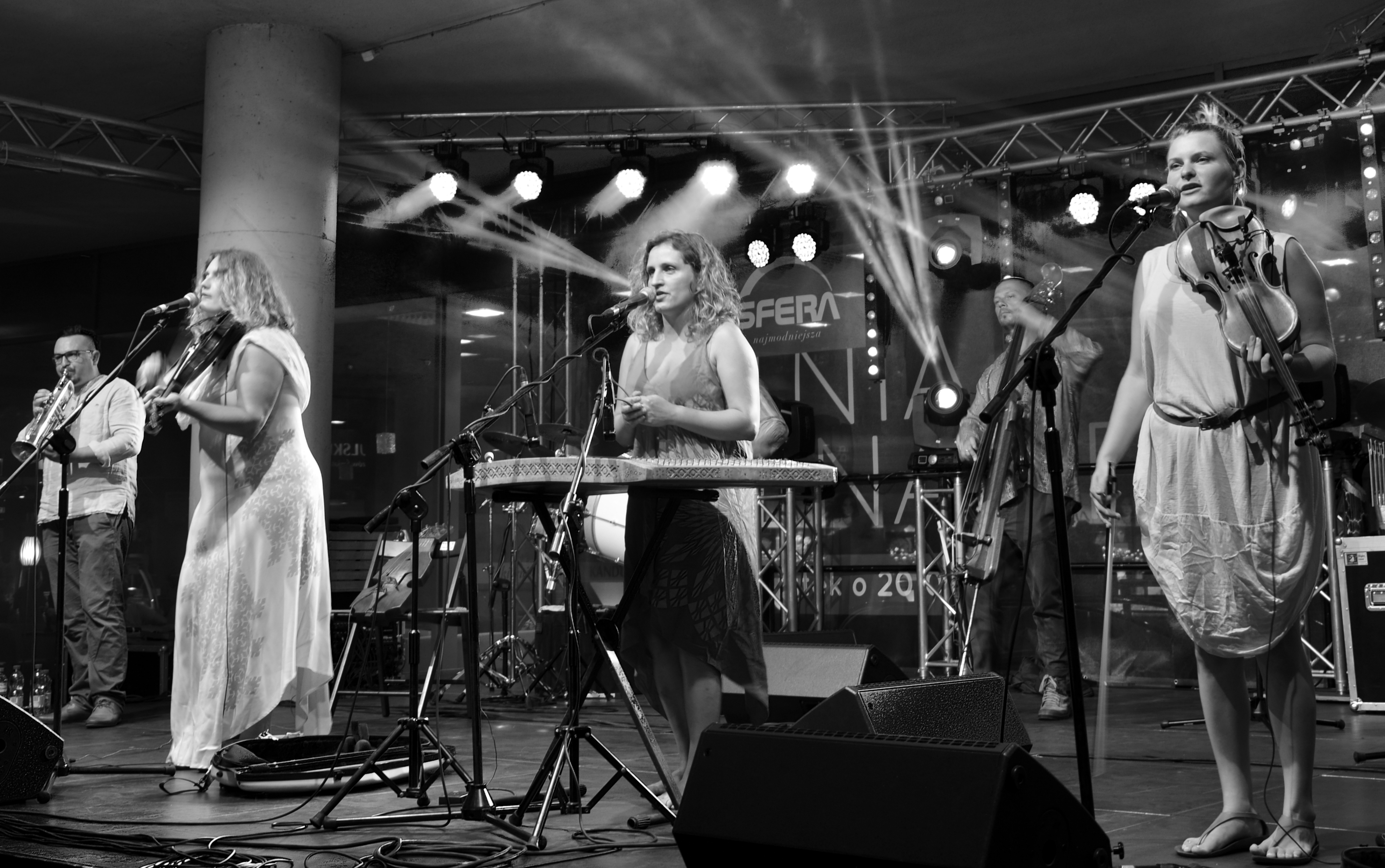
Kapela ze Wsi Warszawa - śpiewokrzyk

Biały śpiew, także śpiewokrzyk, biały głos – specyficzny rodzaj śpiewu, technika wokalna typowa dla muzyki ludowej.

## Charakterystyka
Kładzie szczególny nacisk na natężenie dźwięku i przenikliwość. Przy nauce, podobnie jak przy technice bel canto, dąży się do maksymalnego wykorzystania naturalnych rezonatorów ciała (z akcentem na rejestr nosowy i czołowy). Tzw. "jasność" i natężenie głosu jest tu nadrzędna względem starannej kontroli nad barwą i artykulacją. Wynika to z ludowego charakteru techniki, nauczanej najczęściej amatorsko i odpowiadającej potrzebom wykonawstwa w sytuacjach typowych dla życia wsi (otwarte przestrzenie bądź zatłoczone i gwarne pomieszczenia).
Jest w zasadzie wykorzystaniem techniki krzyku do wydobywania melodii, co można usłyszeć np. w utworach Kapeli ze wsi Warszawa. Powietrze wypychane powoli przez przeponę wydobywa się przez maksymalnie otwarte gardło. Wykorzystywane są wszelkie dostępne rezonatory, czyli chrząstki krtaniowe, niektóre kości oraz jamy powietrzne w obrębie głowy i gardła. 
Śpiew biały jest typowy dla muzyki ludowej, nie nauczany w szkołach muzycznych, chociaż istnieją stowarzyszenia (często nieformalne) uczące białego śpiewu. Spotykamy go w muzyce folklorystycznej wielu zakątków świata. Biały śpiew występował w Polsce, Ukrainie, Białorusi, Bułgarii. Obecnie można zaobserwować powrót do śpiewu białego jako elementu muzyki folkowej, ale także jako spontanicznej formy ekspresji. Współcześnie organizowane są warsztaty śpiewu otwartym głosem. Upowszechnianiem śpiewu białego zajmuje się m.in. Fundacja OVO dla Kultury i Edukacji poprzez prowadzone warsztaty śpiewu białego.

## Różnice
Biały śpiew bywa mylony ze śpiewem gardłowym. Oba rodzaje śpiewu można zaliczyć do śpiewu archaicznego, śpiew gardłowy jest jednak typowy dla Azji, zwłaszcza Mongolii i Tuwy, gdzie znany jest m.in. pod nazwą chöömej. Śpiew gardłowy różni się od śpiewu białego i pod względem techniki (wydobywany jest z zaciśniętego gardła) i pod względem brzmienia. Śpiew gardłowy jest często utożsamiany ze śpiewem alikwotowym, czyli takim, w którym różne składowe harmoniczne głosu słyszalne są jako oddzielne dźwięki. Daje to niezwykłe wrażenie, iż śpiewający wydobywa z siebie kilka różnych głosów jednocześnie.